# Daiana Hissa
Daiana Hissa (San Luis, 2 de mayo de 1980) es una política argentina que ocupó el cargo de Ministra de Medio Ambiente de la Provincia de San Luis y la Vicepresidencia del Consejo Federal de Medio Ambiente de la Nación Argentina COFEMA desde septiembre de 2009 a diciembre de 2015. Fue designada en el cargo de Ministro con 29 años de edad, en el segundo  mandato del Gobernador de la Provincia de San Luis, Alberto Rodríguez Saá y luego ratificada en diciembre del año 2011 por el posterior gobernador de la Provincia Claudio Javier Poggi.

## Trayectoria
Daiana Hissa, se licenció en Administración y se especializó en planeamiento en la Facultad de Ciencias Agropecuarias de la Universidad Nacional de Córdoba. Realizó distintas consultorías en planificación estratégica bajo el financiamiento de organismos internacionales como el Banco Interamericano de Desarrollo, la Comunidad Europea y el Programa de las Naciones Unidas para el Desarrollo.
Es coautora e impulsó la Ley Nº IX-0749-2010 que contiene la Estrategia Ambiental de San Luis 2010 - 2020, bajo el título “Tratado de Paz entre Progreso y Medio Ambiente”. y la Ley Nº IX-0821-2012 "Plan Estratégico de Energía 2012-2025".
Con 31 años de edad, fue elegida por los ministros de las provincias argentinas como vicepresidente del Consejo Federal de Medio Ambiente (COFEMA), máximo organismo ambiental de la Nación Argentina, cargo para el cual fue reelecta en el año 2013, 2014 y 2015.
Actualmente coordina el Sistema de Cooperación de administración de fondos de los registros nacionales del gobierno federal.